# Loxura ptesia
Loxura ptesia är en fjärilsart som beskrevs av Riley 1945. Loxura ptesia ingår i släktet Loxura och familjen juvelvingar. Inga underarter finns listade i Catalogue of Life.